# Jean-Baptiste Alphonse Dechauffour de Boisduval
Jean-Baptiste Alphonse Dechauffour de Boisduval (Ticheville, 17 de junho de 1799 – Ticheville, 30 de dezembro de 1879) foi um médico, entomologista e botânico francês.

## Biografia
De uma família de médicos, estudou em Vimoutiers e depois em Rouen. Obteve seu título de doutor em medicina em 1827 e, mais tarde, o de doutor em ciências.
Publicou em 1827-1828 o seu trabalho "Manuel complet de botanique" ( três volumes, Roret). Esta obra é seguida, em 1829, pela "Europaeorum lepidopterorum index methodicus". No mesmo ano, iniciou a publicação da "Iconographie et histoire naturelle des coléoptères d'Europe", cujo trabalho se estendeu até 1836, totalizando cinco volumes. O texto foi assinado pelo conde Pierre François Marie Auguste Dejean (1780-1845). Boisduval era o curador das coleções do conde.
Com Jules Pierre Rambur (1801-1870), Adolphe de Graslin (1802-1882) e  outros entomólogos, participou na publicação de "Collection iconographique et historique des chenilles, ou Description et figures des chenilles d'Europe…" em 1832. No mesmo ano, publicou a primeira parte de "Icônes historique des lépidoptères nouveaux ou peu connus. Collection… des papillons d'Europe nouvellement découverts…" (1832-1834, Roret). Boisduval foi um dos participantes da fundação da Sociedade Entomológica da França.
Boisduval descreveu os insetos ( borboletas, traças e besouros ) trazidos pela expedição comandada por Jules Dumont d'Urville (1790-1842) a bordo do "Astrolabe" ( "Voyage de l’Astrolabe", primeira parte, Lepidopteras, dois volumes, 1832 e 1835); e da viagem do  "Coquille" comandado por Louis Isidore Duperrey. ( "L’Entomologie du voyage autour du monde sur la corvette la Coquille", dois volumes, 1832 e 1835).
Estudou particularmente as borboletas da América e colaborou com o entomologista americano John Eatton Le Conte (1784-1860). Assim publicou "Histoire générale et iconographie des Lépidoptères et des chenilles de l'Amérique septentrionale" cujo primeiro volume foi editado em Paris, em 1833, e "Lépidoptères de la Californie" em 1852.
Estudou também a fauna do Oceano Índico : "Faune entomologique de Madagascar, Bourbon et Maurice. Lépidoptères" (1833) e "Faune entomologique de l’Océanie" (1835).
Na obra "Suites à Buffon", Boisduval e Achille Guénée (1809-1880) redigiram os volumes nove e dez referentes aos insetos (1836-1857).
Boisduval não era indiferente as questões práticas, publicando em 1867 o seu "Essai sur l’entomologie horticole, comprenant l'histoire des insectes nuisibles à l’horticulture avec l’indication des moyens propres à les éloigner ou à les détruire et l’histoire des insectes et autres animaux utiles aux cultures".
A sua coleção de lepidópteros foi adquirida por Charles Oberthür (1845-1924). A coleção das Elateridae estão no Museu de História Natural em Londres, as Curculionidae no Museu de História Natural de Bruxelas, e as Sphingidae no "Carnegie Museum" em Pittsburgh, Pensilvânia.